# Tulípio
Tulipio é um personagem de cartoons criado pelo Paulo Stocker e  Eduardo Rodrigues premiado no 21.º Troféu HQ Mix, na categoria de melhor cartum, pela 7° edição impressa de forma independente com mais de 15.000 exemplares distribuidos gratuitamente em bares do Rio de Janeiro e São Paulo.
Em 2008 o Jornal do Brasil e a Revista Sexy, fizeram publicações semanais do cartum Tulípio. Sendo apresentado também no CineBoteco, trata-se de um canal de TV voltado para os Botecos, com a animação feita pelo Diogo Pace e Rafael Dourado.

## Característica da Personagem
Trata-se de uma personagem intelectual, boêmio e mulherengo que destila sua filosofia com mulheres, ex-mulheres, amigos, desconhecidos, garçons, garçonetes e para si próprio.

## Obra
A obra inicial foi feita em forma de revista e titulado como "Tulípio, Revista de Boteco", com 24 páginas, em formato de bolso, chegando na sua 7° edição e tem mais de 15 mil exemplares distribuidos gratuitamente nos bares de São Paulo e Rio de Janeiro.
O livro Tulipio: Humor de Botequim completo conta com 208 páginas, publicado através da editora Devir, com a organização de Ademir Assunção e prefácio de Aldir Blanc, em 2016. Contendo canja de outros humoristas e frequentadores de bares como Fausto Wolff, Fernando Gonsales, Gepp & Maia, Glauco, Ignácio de Loyola Brandão, Jaguar, Luis Fernando Veríssimo, Luis Ge, Mário Prata, Nani, Paulo Caruso, Sócrates, Xico Sá, Zélio e Ziraldo.